# Afrogrenadins
Els afrogrenadins o els grenadins negres són els grenadins afroamericans. També són anomenats simplement africans o negres. Són tots els grenadins que tenen avantpassats africans. Per a determinar qui és afrogrenadí no s'utilitza només l'aparença física, sinó més aviat el grup ètnic de pertinença. Segons el cens de 2012, el 82% de la població de Grenada era negra i el 13% eren mulats. Els grenadians blancs només són el 5% de la població del país.

## Història i orígens

### Orígens
El 1776, l'Imperi britànic va obtenir el control de Grenada i va començar a importar esclaus africans perquè treballessin a les plantacions de cotó, sucre i tabac. La majoria dels esclaus importats a Grenada provenien de l'actual Nigèria (sobretot igbos i iorubes: més de 37.000, que representaven el 34% dels esclaus de l'illa) i de l'actual Ghana (fantes: més de 10.000, un 19% del total). En menor mesura, també són remarcables els esclaus que provenien de Senegàmbia (més de 5.000, un 4,9%), Guinea, Sierra Leone (més de 12.000, un 11%), Costa d'Ivori (més de 14.000, el 13%), el golf de Benín (més de 5.800, el 5,4%), la conca del Congo (sobretot bakongo) i Angola. També cal destacar més de 12.000 esclaus que provenien d'Àfrica central (11%).

### Història
El 1700 es feu el primer cens de Grenada. En aquest, apareixen 525 esclaus i 53 antics esclaus lliberts. El camperol mulat Julien Fédon va liderar una revolta violenta d'un grup d'esclaus de l'illa. Els revoltats van aconseguir prendre l'illa i alliberar els esclaus que hi havien participat. Els revoltats van perllongar un any i mig la rebel·lió fins que els britànics van recuperar el control de l'illa. Com a càstig per la seva desobediència, els britànics van executar els presumptes líders de la revolta, tot i que Fedó mai no fou capturat. Tot i que els britànics van conservar el control de l'illa, les tensions entre els esclaus i els seus amos continuaren sent significatives fins que l'esclavitud fou abolida per una llei britànica el 1834 i tots els esclaus foren alliberats el 1838.

## Demografia
A Grenada, hi ha uns 96.000 afrogrenadins i al Canadà hi ha una comunitat de 6.300 afrogrenadins.

### Religió
La majoria dels afrogrenadins són cristians (95,3%). Les confessions més importants són la catòlica, la protestant i l'anglicana. El 50% dels afrogrenadins cristians són catòlics, el 30% són protestants, el 15% anglicans i el 5% pertanyen a esglésies cristianes independents. El 3% es consideren no religiosos, l'1% creuen en religions ètniques i hi ha petites minories d'islàmics (0,5%) i d'hinduistes (0,2%).

## Cultura

### Música i dansa
La música i les danses de Grenada tenen moltes influències africanes. Els estils musicals més notables del país són el calipso i la soca. El reggae i el dancehall també són estils musicals destacats. El carriacou és un estil propi del nord de l'illa de Grenada que data des de, com a mínim, final del segle xviii, i també és afrocaribeny. La música de Grenada té elements africans com la crida i resposta, i les cançons tradicionals tenen lírica europea i africana.
Alguns dels músics grenadins més destacats són David Emmanuel (jazz i reggae) i Mighty Sparrow (calipso).

## Afrogrenadians notables
- Herbert A. Blaize, polític.
- Ben Jones, polític.
- Nicholas Brathwaite, polític.
- George Brizan, polític.
- Keith Mitchell, polític.
- Tillman Thomas, polític.